# Microbiotèrids
Els microbiotèrids (Microbiotheriidae) són una família de marsupials de l'ordre dels microbioteris. L'únic membre vivent de la família és el colocolo (Dromiciops gliroides), però té un registre fòssil ric que es remunta fins al Paleocè. El seu representant més primitiu és Khasia cordillerensis, conegut a partir de dents fòssils de sediments del Danià de Tiupampa (Bolívia).